# North Platte
North Platte är en stad i Lincoln County i delstaten Nebraska, USA som hade 24 733 invånare år 2010.